# Cespedosa de Tormes
Cespedosa de Tormes är en kommun i Spanien.   Den ligger i provinsen Provincia de Salamanca och regionen Kastilien och Leon, i den centrala delen av landet, 160 km väster om huvudstaden Madrid. Antalet invånare är 573. Arean är 46 kvadratkilometer.
Terrängen i Cespedosa de Tormes är huvudsakligen platt, men österut är den kuperad.